# Aenasius bambawalei
Aenasius bambawalei is een vliesvleugelig insect uit de familie Encyrtidae. De wetenschappelijke naam is voor het eerst geldig gepubliceerd in 2009 door Hayat.